# 洛斯瓜約斯市

洛斯瓜約斯市（西班牙語：Municipio Los Guayos）是委內瑞拉的一個市，位於該國北部卡拉波波州，首府設於洛斯瓜約斯，面積73平方公里，2012年人口169,541，人口密度為每平方公里2,300人。